# Hans Gatt
Hans Gatt (* 1958 in Ellbögen) ist ein österreichischer Langdistanz-Musher, der in Kanada im Yukon Territory lebt.
Gatt ist der erste Musher, der das Yukon Quest dreimal hintereinander gewinnen konnte. Mit dem Sieg im Yukon Quest 2010 unterbot Gatt die alte Rekordzeit von Sebastian Schnülle um 23 Stunden und hat sie nun auf 9 Tage und 26 Minuten herabgesetzt.
Mit seinem vierten Sieg von 2010 hat er mit Lance Mackey gleichgezogen, der auch viermal den Yukon Quest gewinnen konnte. Im gleichen Jahr belegte er hinter Mackey Platz 2. im Iditarod.
Anfang 2018 war Gatt in der Folge Alaska Highway – Pionierroute in die Wildnis der Doku-Reihe Reisen in ferne Welten auf 3sat zu sehen.

## Wichtige Erfolge
- Yukon Quest: 2002 (1.), 2003 (1.), 2004 (1.), 2006(2.), 2007 (2.), 2010 (1.)
- Iditarod: 10 Teilnahmen bester Platz 2010 (2.)
- Percy DeWolfe 200: 2010 (1.)
- IFSS World Championship Open Class: (1.)
- European Championship: 4× (1.)
- Wyoming Stage Stop: 4× (1.)
- International Rocky Mountain Stage Stop Sled Dog Race:  (1.)